# Союз резервистов
Союз резервистов (фин. Reserviläisliitto – швед. Reservistförbundet ry) — крупнейшая оборонная общественная организация Финляндии, объединяющая около 50 000 членов. В состав союза входят 18 региональных округов (фин. piiri), под управлением которых действуют 365 местных объединении (фин. jäsenyhdistys).
Индивидуальные члены вступают в союз через местные объединения. Теоретически членом может стать любой совершеннолетний гражданин Финляндии, однако конкретные условия членства зависят от устава конкретного объединения. Основной целью деятельности организации является поддержание навыков, способностей и готовности к обороне страны. Основные направления работы включают стрельбу, спортивную деятельность, военную подготовку, действия на местности и мероприятия, направленные на укрепление оборонного духа. Также распространены поддержка ветеранов и работа по сохранению традиций. Официальное бумажное издание союза  журнал Reserviläinen (Резервист).
Председателем союза является Кари Салминен. Заместители председателя  Лотта Нисси, Паси Парккила и Матс Фагерстрём.

## История

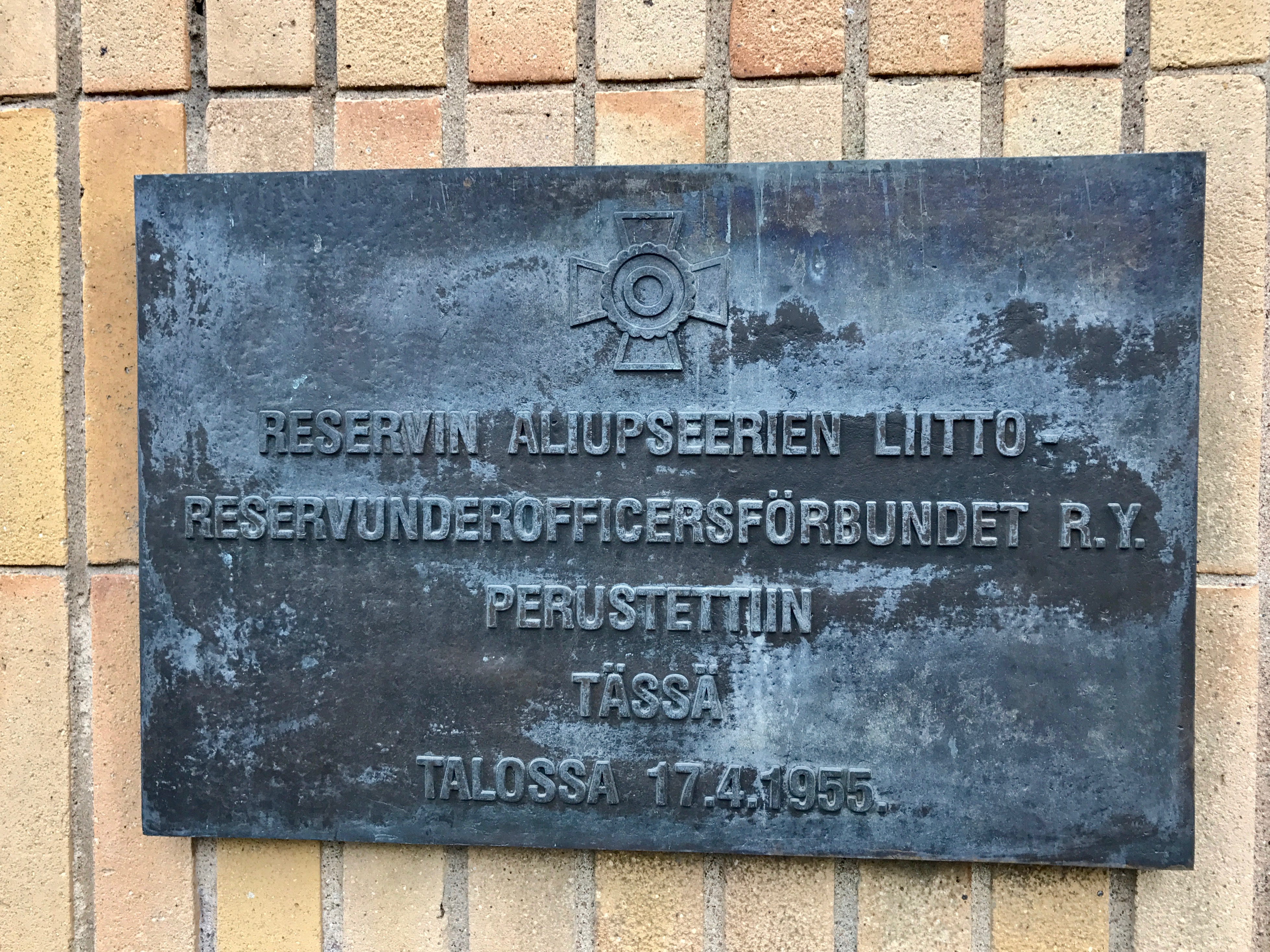
Памятная доска об основании Союза унтер-офицеров запаса на стене здания Хельсинкского гвардейского совета.

Новая общественная обстановка, сложившаяся в конце 1940-х годов, дала толчок возобновлению оборонной работы в Финляндии. По всей стране начали создаваться новые объединения резервных унтер-офицеров, а также возобновляли деятельность ассоциации, основанные до советско-финских войн. С увеличением числа таких объединений год за годом в регионе Уусимаа было выдвинуто предложение о создании общенациональной координирующей организации. В связи с этим весной 1954 года в помещении унтер-офицерского клуба Полтинахо в Хямеэнлинна собрались представители объединений Хельсинки, Тампере, Валкеакоски и Хямеэнлинны, чтобы начать подготовку к учреждению центрального союза. На собрании была избрана рабочая группа, задачей которой стало дальнейшее развитие инициативы.
Учредительное собрание Союза резервных унтер-офицеров (фин. Reservin Aliupseerien Liitto) состоялось 17 апреля 1955 года в ресторане Мотти, расположенном в здании бывшего штаба Лотта Свярд в Хельсинки. На собрание были приглашены представители 28 объединений, из которых лишь одно не направило делегата.
Союз был официально зарегистрирован в сентябре 1955 года, после того как прежняя организация с аналогичным названием, действовавшая до войны — Suomen Reservin Aliupseeriliitto ry — была распущена. В первые годы деятельности местные объединения унтер-офицеров координировались непосредственно из Хельсинки. Однако с быстрым ростом числа организаций централизованное управление стало затруднительным, и в 1957 году было начато создание окружных структур унтер-офицерских округов. К концу 1957 года действовали уже пять округов, а в течение последующих трёх лет была сформирована всесторонняя сеть из 18 округов, охватывающая всю страну.
Согласно изменениям в уставе, принятым в 1995 году, союз был преобразован в открытую для всех оборонную организацию. Одновременно было принято новое название, Союз резервистов — Союз резервных унтер-офицеров (фин. Reserviläisliitto – Reservin Aliupseerien Liitto ry) Большинство входящих в союз объединений также внесли соответствующие изменения в свои уставы.
После нападения России на Украину, в Финляндии было создано несколько новых объединений резервистов, а также значительно выросло число членов как в новых, так и в уже существующих организациях. В этот период также была основана новая организация на демилитаризованном Аландском архипелаге, Резервисты Аландских островов (швед. Ålands Reservister rf). Основание ассоциации на Аландских островах имело особое значение, поскольку регион имеет особый международно-правовой статус, там запрещено проведение любых вооружённых мероприятий, включая деятельность Ассоциации обучения национальной обороне. Тем не менее, благодаря конституционному праву на свободу объединений, учреждение резервистской организации оказалось возможным.

## Список округов
| Округа                                                                                        | Количество объединений |
| --------------------------------------------------------------------------------------------- | ---------------------- |
| Южно-Хяменский окружной союз резервистов (фин. Etelä-Hämeen Reserviläispiiri)                 | 20                     |
| Южно-Карельский окружной союз резервистов (фин. Etelä-Karjalan Reserviläispiiri)              | 13                     |
| Южно-Остроботнийский окружной союз резервистов (фин. Etelä-Pohjanmaan Reserviläispiiri        | 28                     |
| Окружной союз резервистов Хельсинки и пригород (фин. Helsingin Seudun Reserviläispiiri)       | 20                     |
| Кайнуский окружной союз резервистов (фин. Kainuun Reserviläispiiri)                           | 10                     |
| Центрально-Остроботнийский окружной союз резервистов (фин. Keski-Pohjanmaan Reserviläispiiri) | 11                     |
| Центрально-Финляндский окружной союз резервистов (фин. Keski-Suomen Reserviläispiiri)         | 19                     |
| Кюменлааксонский окружной союз резервистов (фин. Kymenlaakson Reserviläispiiri)               | 15                     |
| Лапландский окружной союз резервистов (фин. Lapin Reserviläispiiri)                           | 15                     |
| Пирканманский окружной союз резервистов (фин. Pirkanmaan Reserviläispiiri)                    | 25                     |
| Северо-Карельский окружной союз резервистов (фин. Pohjois-Karjalan Reserviläispiiri)          | 17                     |
| Северо-Остроботнийский окружной союз резервистов (фин. Pohjois-Pohjanmaan Reserviläispiiri)   | 17                     |
| Северо-Савский окружной союз резервистов (фин. Pohjois-Savon Reserviläispiiri)                | 19                     |
| Сатакуннский окружной союз резервистов (фин. Satakunnan Reserviläispiiri)                     | 16                     |
| Пяйят-Хямеский окружной союз резервистов (фин. Päijät-Hämeen Reserviläispiiri)                | 8                      |
| Большесавский окружной союз резервистов (фин. Suursavon Reserviläispiiri                      | 16                     |
| Уусимааский окружной союз резервистов (фин. (Uudenmaan Reserviläispiiri)                      | 17                     |
| Юго-Западно-Финляндский окружной союз резервистов (фин. Varsinais-Suomen Reserviläispiiri)    | 23                     |
| Южно-Хямеский окружной союз резервистов (фин. Etelä-Häme Reserviläispiiri)                    | 28                     |

## Cм.также
- Ассоциация обучения национальной обороне
- Курсы по национальной обороне (Финляндия)